# Dromiceiomimus samueli
Dromiceiomimus samueli es una especie del género extinto Dromiceiomimus de dinosaurios terópodos ornitomímidos que vivió a finales del período Cretácico, hace aproximadamente 80 millones de años, en el Maastrichtiense, en lo que hoy es Norteamérica.